# Онанаурі
Багдаді (груз. ონანაური) — село в Грузії.
За даними перепису населення 2014 року в селі проживає 447 осіб.